# Acacia undulifolia
Acacia undulifolia är en ärtväxtart som beskrevs av George Loddiges. Acacia undulifolia ingår i släktet akacior, och familjen ärtväxter. Inga underarter finns listade i Catalogue of Life.